# Château d’Urville

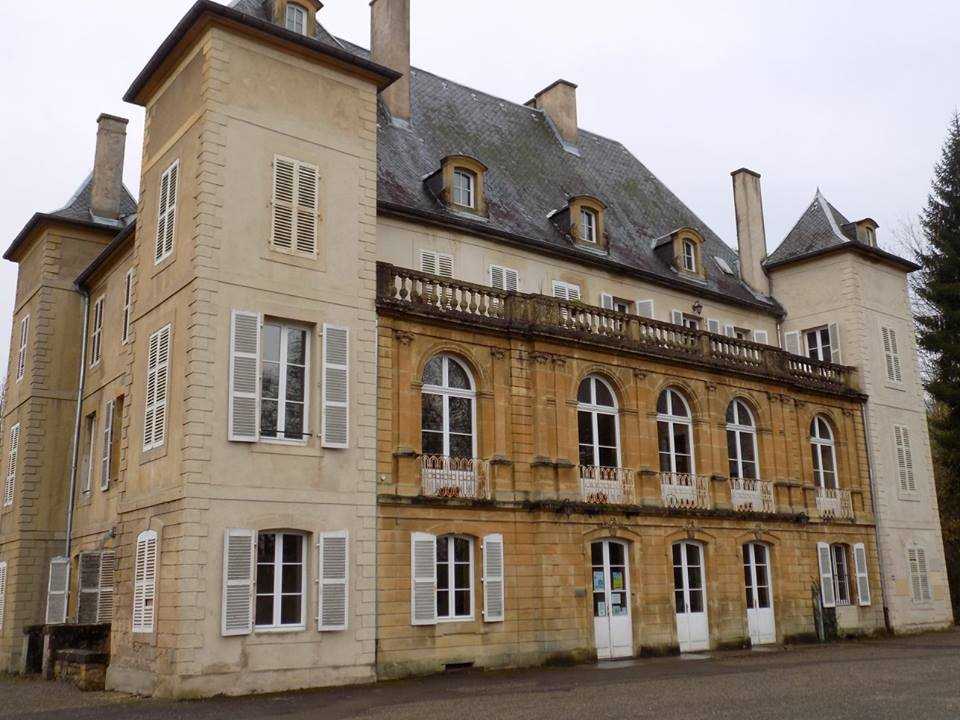
Schloss vor den Renovierungsarbeiten 2016

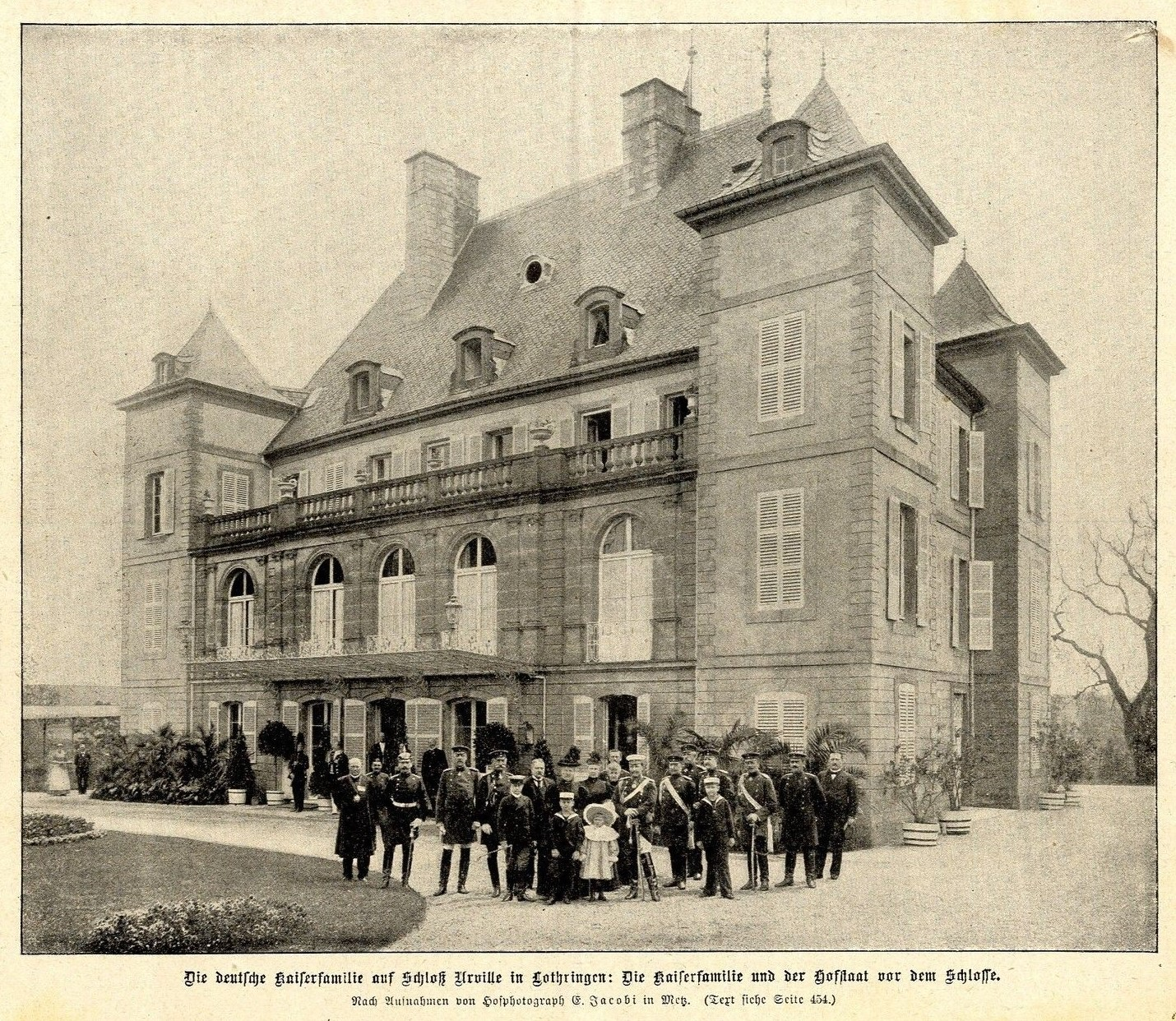
Kaiserfamilie und Hofstaat vor dem Schloss, 1897

Das  Château d’Urville (Schloss Urville) ist ein Schloss in der historischen Landschaft Lothringen. Bekannt ist es vor allem, weil es von 1890 bis 1918 Kaiser Wilhelm II. gehörte.

## Geographie
Das Schloss liegt am linken Ufer der Nied auf dem Gebiet der Gemeinde Courcelles-Chaussy im Département Moselle.

## Geschichte

### Mittelalter bis 19. Jahrhundert

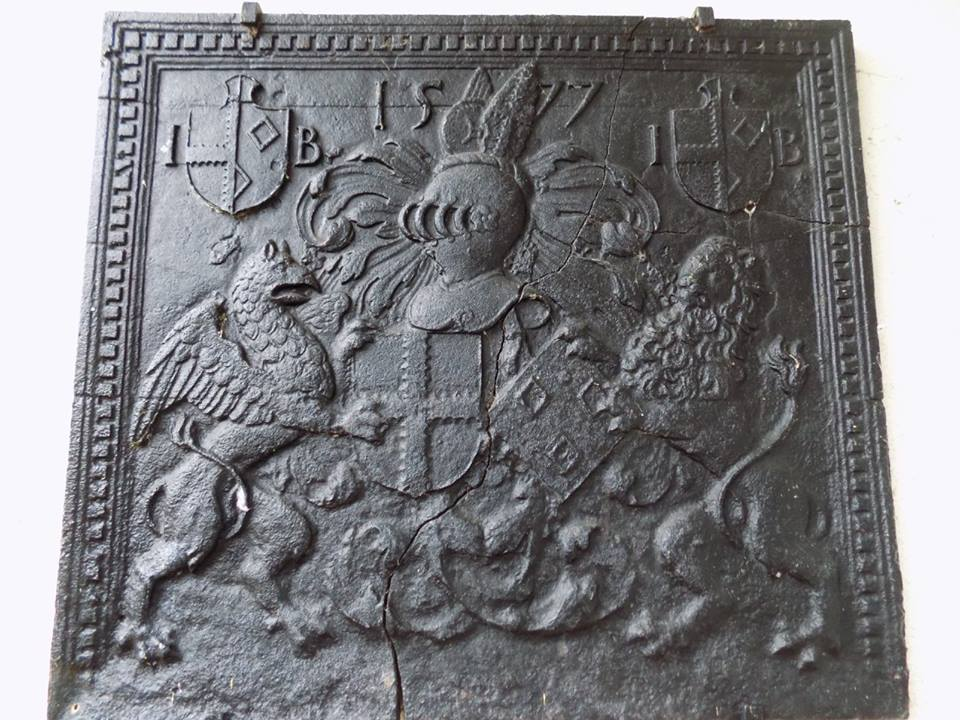
Kaminplatte mit dem Wappen der Familie von Rollingen

Im 12. Jahrhundert gehörte der Ort zur Grafschaft Kriechingen und den Herren von Rollingen. Damals eine Burg, stellte die Anlage einen vorgeschobenen Posten an der Grenze von Lothringen dar.
Aufgrund ihrer strategisch bedeutsamen Lage zu Metz wurde sie 1444 von einer Abteilung der französischen Armee überfallen, das damals Krieg gegen die Stadt Metz führte. Die Burg Urville wurde 1588 während des Durchzugs der katholischen Truppen von Henri I. de Guise zerstört. Aus der Zeit vor der Zerstörung sind heute nur noch zwei Zeugnisse erhalten:
- ein auf Arkaden gebauter Taubenschlag mit kleinen Schießscharten und
- eine Kaminplatte mit dem Wappen der Herren von Rollingen.

Ende des 16. Jahrhunderts kaufte Nicolas Houillon, ein Bürger von Metz, die Anlage und baute sie als Schloss wieder auf. Bis 1680 blieb sie im Besitz der Familie, wurde dann an Esther Domangin, Witwe des Herrn von Vigy, verkauft. 1754 ging das Schloss an Guillaume Othon, einen ehemaligen Oberst der Kavallerie und Kammerherrn der Herzöge von Lothringen über. 1764 wechselte es erneut den Besitzer: François-Louis Durant, Major aus Metz, war der neue Eigentümer. Ihm folgte François-Louis-Benoit-Charles-Pantaléon Durand, Generalanwalt im Parlement von Metz und Bürgermeister. Er war es wahrscheinlich, der den großen Schlosspark anlegte, der seit 1926 unter Denkmalschutz steht. 1808 musste er das Schloss aufgrund wirtschaftlicher Not an General Jean-Baptiste Semellé, Baron des Kaiserreichs Frankreich, verkaufen, der dort am 25. Januar 1839 starb. 1813 diente das Schloss Prinz Wilhelm von Preußen als Hauptquartier. 1847 wurde es von Baron Louis Sers erheblich verändert. Er fügte den polygonalen Risalit auf der Rückseite und die Terrasse mit Balustrade auf der Vorderseite hinzu.
Während des Deutsch-Französischen Kriegs war Napoleon III. nach den Kämpfen in Stiring entschlossen, die entscheidende Schlacht auf dem linken Ufer der Nied zu schlagen. Marschall Bazaine richtete sein Hauptquartier im Schloss Urville ein und empfing den Kaiser dort am 10. August 1870, während Pont-à-Chaussy in Verteidigungszustand versetzt wurde. Am 13. August 1870, nach dem Rückzug der französischen Armee auf Borny, zog die deutsche 1. Armee zur Nied vor und besetzte auch das Schloss. Im Vertrag von Frankfurt fiel Elsaß-Lothringen an das neu gegründete Deutsche Reich und damit auch Courcelles-Chaussy und das Schloss.

### Wilhelm II.

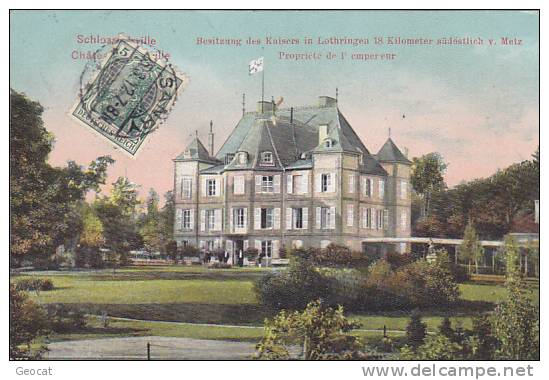
Rückseite des Schlosses, Postkarte 1912

1876 kaufte Romain Sendret, ein Industrieller aus Saint-Julien-lès-Metz, das Schloss. Einige Jahre später versuchte er, es wieder zu verkaufen. Da er zutiefst frankophil war, war er fest entschlossen, das Schloss nur an einen Franzosen zu verkaufen. Er lehnte alle Angebote von Personen aus dem Deutschen Reich ab. In dem Glauben, einen entsprechenden Käufer gefunden zu haben, der seinen Wünschen entsprach, unterzeichnete er am 15. Juli 1890 den Kaufvertrag. Es stellte sich aber heraus, dass der Käufer als Strohmann für einen Deutschen fungierte, bei dem es sich um Kaiser Wilhelm II. selbst handelte. Für Wilhelm II. war der Schlosskauf eine Geste gegenüber den Lothringern, um seine Verbundenheit mit dem Land zu zeigen. Er bezog sich dabei auf die Hugenottenzeit (16./17. Jahrhundert), als viele Hugenotten aus Lothringen nach Brandenburg emigrierten. Wilhelm II. kaufte auch den benachbarten Bauernhof Les Mesnils, den er in die Domäne von Urville eingliederte. Die Restaurierung des Schlosses, mit der die Unternehmen Heister und Becker aus Metz beauftragt wurden, begann 1891. Das Äußere des Anwesens wurde mit dem kaiserlichen Wappen geschmückt, das Innere völlig umgestaltet und neu möbliert. Außerdem ließ der technikaffine Kaiser die modernste Technik installieren: Telegraf, Telefon und später auch elektrische Beleuchtung mit mehr als 250 Glühbirnen.

Kaiserpavillon des Bahnhofs Courcelles-Chaussy

Ab 1893 bis 1912 besuchte der Kaiser das Schloss 14 mal. Im nächstgelegenen Bahnhof, dem Bahnhof von Courcelles-Chaussy (zwischen 1891 und 1918: Kurzel), an der Bahnstrecke Courcelles–Téterchen, den der Kaiser für die Anreise mit seinem Hofzug nutzte, entstand außerdem ein eigenes Empfangsgebäude, ein Fürstenbahnhof, für den Kaiser und seine Gäste, der auf der zum Empfangsgebäude für den öffentlichen Verkehr gegenüberliegenden Seite der Gleise lag. Außerdem wurde eine 130 m lange Halle errichtet, um den kaiserlichen Hofzug geschützt abstellen zu können. Diese Gebäude sind nicht erhalten.

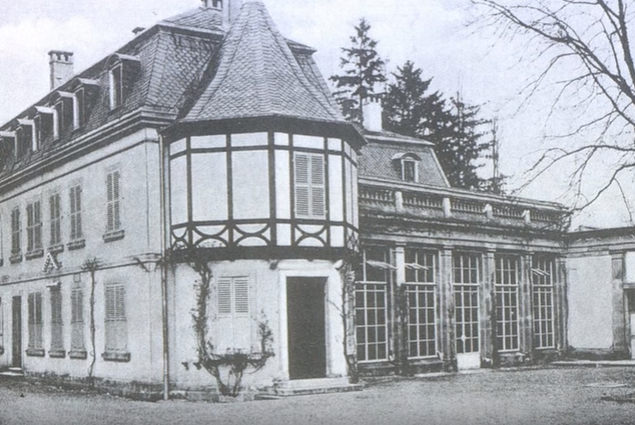
Alte Post und Orangerie

Der Kaiser nutzte das Schloss gewöhnlich für kürzere Zeiträume im Sommer oder im Herbst. Ab 1894 war es bei Abwesenheit des Kaisers gegen eine Eintrittsgebühr für Besucher zugänglich. Ab 1900 gab es auch ein eigenes Postamt, das im heutigen Sanitätsraum neben der Orangerie eingerichtet wurde. Besucher im Schloss war 1908 auch der österreich-ungarische Thronfolger, Erzherzog Franz Ferdinand, anlässlich von Militär-Manövern. 1913 wurden anlässlich des 25. Regierungsjubiläums von Kaiser Wilhelm II. an die Schüler von Courcelles-Chaussy Kaiserbrötchen verteilt.
Während des Ersten Weltkriegs waren mehr als 300 Armeeangehörige in Nebengebäuden des Schlosses untergebracht. Am 15. November 1918 zogen sich die deutschen Truppen zurück.

### Nachnutzung

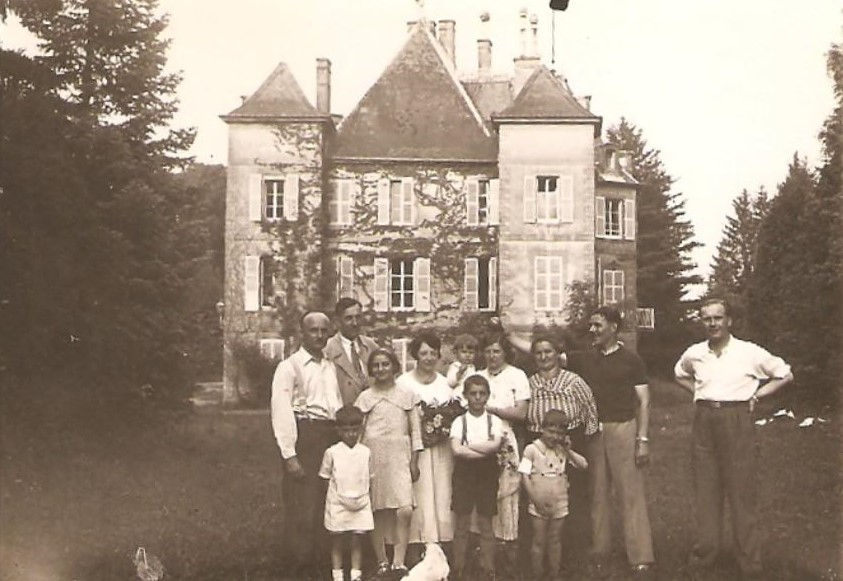
Ferienlager für Kinder aus den verwüsteten Departements

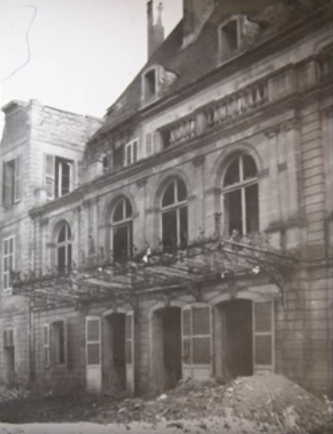
Schloss nach dem US-amerikanischen Luftangriff

Frankreich beschlagnahmte das Schloss bis 1927. Am 14. August 1926 wurde der Park wegen seines künstlerischen Charakters zum Denkmal erklärt. Das Schloss diente eine Zeit lang als Ferienkolonie für Kinder aus den schwer kriegsgeschädigten Departements Meuse, Marne, Oise und Pas-de-Calais.
Später kaufte ein Immobilienentwickler aus Paris das Schloss, teilte es in mehrere Wohnungen auf, die sich aber zum größten Teil als unvermietbar erwiesen. Er scheiterte an dem Projekt. Im Zweiten Weltkrieg lag das Schloss hinter der Maginotlinie. Das Schloss war zu dieser Zeit Sitz des Hauptquartiers des späteren Marschalls Jean de Lattre de Tassigny. Nach dem Waffenstillstand von Compiègne am 22. Juni 1940 wurde Lothringen deutscherseits wieder de facto annektiert. Das Schloss diente als Militärkrankenhaus und beherbergte Gruppierungen der Hitlerjugend. Im November 1944 wurde das Schloss durch einen US-amerikanischen Luftangriff stark beschädigt.
1945 ging das Schloss in den Besitz des französischen Staates über, der es 1948 dem Landwirtschaftsministerium zuwies. Etwa 225 Hektar des Geländes wurden damals landwirtschaftlich genutzt. In den ehemaligen kaiserlichen Stallungen wurde eine Landwirtschaftsschule eingerichtet. Heute befinden sich in deren Nachfolge dort Werkstätten für Landschafts- und Landwirtschaftsausbildung. Die Einrichtung wurde zu einer Regionalschule und 1967 zu einem nationalen Landwirtschaftsgymnasium. Das Schloss wurde 1979 umgebaut und beherbergt heute die Verwaltung und eine Wohnung.

## Heute
Als regionales Kompetenzzentrum für Landschaft, Landwirtschaft und Umwelt nutzt das Établissement Public Local d'Enseignement et de Formation Professionnelle Agricoles de Metz – Courcelles-Chaussy das Schloss. Es bildet jedes Jahr mehr als 900 Schüler und 1000 weitere Fachkräfte in Kurzzeit-Kursen aus.